# Anaang jezik
Anaang jezik (anang, annang; ISO 639-3: anw), jedan od četiri efičkih jezika kojim govori 1 400 000 ljudi (1991 popis) u nigerijskoj državi Akwa Ibom. Etnička grupa zove se Annang ili Anaang.
Postoje tri dijalekta: ikot ekpene, abak i ukanafun. Predaje se u osnovnim školama; TV.

## Vanjske poveznice
- Ethnologue (14th)
- Ethnologue (15th)